# Desairatti, Athni
Desairatti là một làng thuộc tehsil Athni, huyện Belgaum, bang Karnataka, Ấn Độ.